# Methiokarb

Strukturní vzorec methiokarbu

Methiokarb (systematický název 3,5-dimethyl-4-(methylsulfanyl)fenyl-N-methylkarbamát) je organická sloučenina ze skupiny karbamátů. Používá se hlavně jako repelent proti ptákům, jako insekticid a moluskocid. Je toxický pro člověka, není uváděn jako karcinogen, ale je toxický pro reprodukci a působí neurotoxicky. Má kumulativní účinky – může způsobit akutní otravu i při dlouhodobé expozici nižším dávkám. Je též toxický pro vodní organismy.